# ニプシー・ハッスル
ニプシー・ハッスル（英: Nipsey Hussle、本名: Ermias Joseph Asghedom、1985年8月15日 - 2019年3月31日）は、アメリカ合衆国カリフォルニア州ロサンゼルス出身のラッパー、ソングライター、ヒップホップミュージシャン、起業家、活動家。しばしばNipsey Hu$$leの表記も使用される。
2000年代半ばに西海岸のヒップホップシーンから台頭したニプシー・ハッスルは、数々のミックステープで知られるようになる。2018年にリリースされたデビュー・アルバム『Victory Lap』は、批評家から絶賛を受けると共に商業的にも成功を収め、第61回グラミー賞で最優秀ラップ・アルバム賞にノミネートされた。翌年、ハッスルは第62回グラミー賞で「Racks in the Middle」と「Higher」の2曲で最優秀ラップパフォーマンス部門と最優秀ラップ/歌唱パフォーマンス部門を受賞した。
2019年3月31日、ニプシー・ハッスルは南ロサンゼルスにある自身の店舗「マラソン・クロージング」の外で射殺された。犯人はハッスルと対立していた29歳の男エリック・ホルダーで、殺人罪で起訴されている。

## 来歴

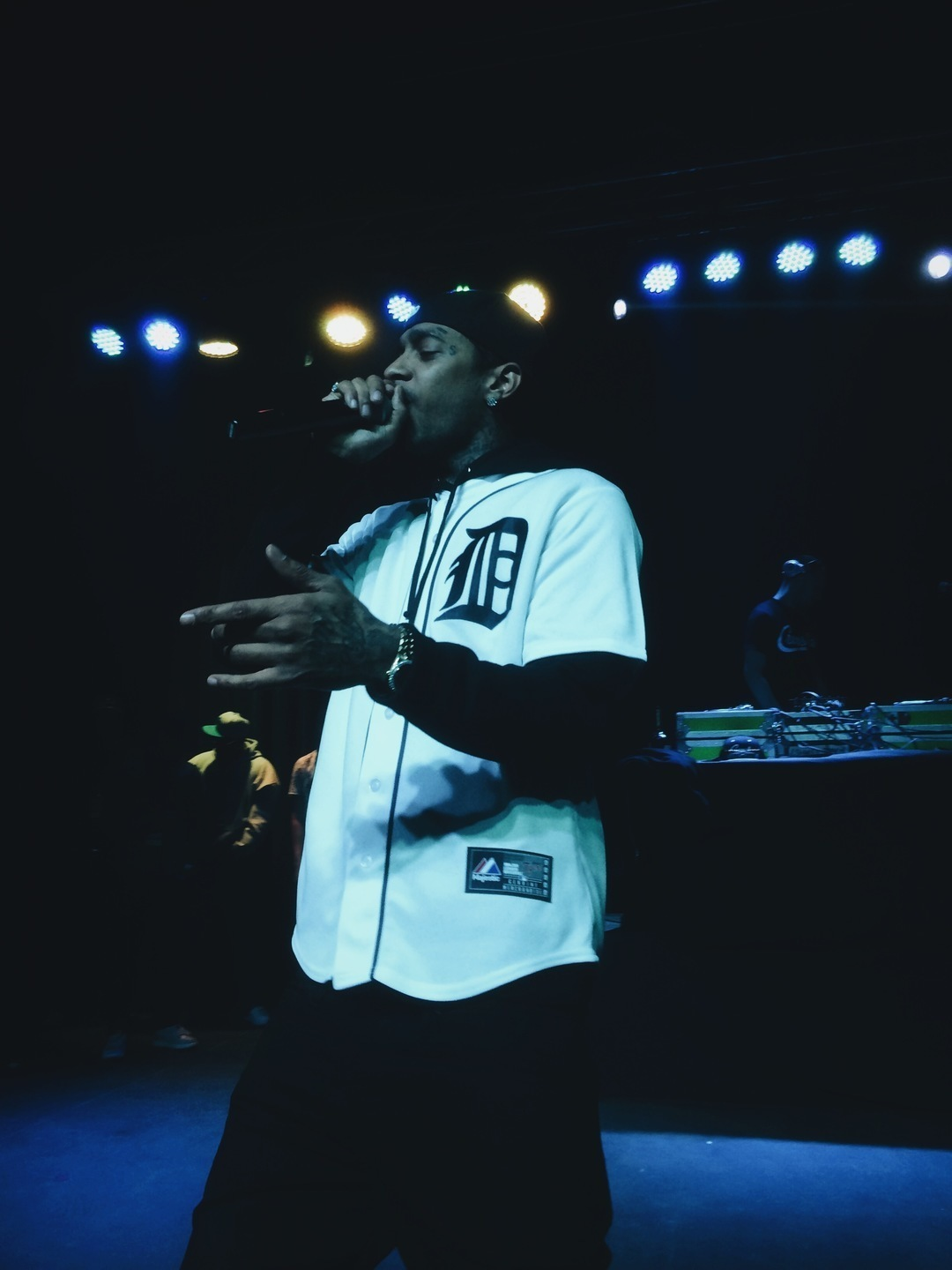
ライブでのNipsey Hussle（2014年）

1985年8月15日、ニプシー・ハッスルこと、エルミアス・ジョセフ・アスゲドムはカリフォルニア州ロサンゼルスのクレンショウで、アフリカ系アメリカ人とエリトリア系移民の両親の元に生まれた。兄のサミュエルと妹のサマンサと共に育ち、近くのキャッスルハイツ地区にあるアレクサンダー・ハミルトン高校に通っていたが、卒業前に中退した。14歳の時、ハッスルは家を出て、Cripsのサブグループであるストリート・ギャングに参加した。
2005年12月、初のミックステープ『Slauson Boy Volume 1』をリリースし、地元で成功を収め、Cinematic Music GroupおよびEpic Recordsと契約を結ぶことになった。2008年、ミックステープ『Bullets Ain't Got No Name』シリーズの2作品をリリースし、より多くのファンを獲得する。
2009年に入ってニプシー・ハッスルの人気は高まり続け、ドレイクやスヌープ・ドッグとのコラボレーションを成功させる。
2010年にEpic Recordsの財務が悪化し、ニプシー・ハッスルは契約を更新せずにレーベルを離れた。10月にデビューアルバム『South Central State of Mind』をリリースする予定だったが延期されることになった。
エピック脱退後、ニプシー・ハッスルは自身のレーベル、オール・マネー・イン（All Money In）を設立。12月21日、初のオール・マネー・イン・レコード（All Money In Records）からのミックステープ『The Marathon』をリリースした。
2013年10月8日、ミックステープ『Crenshaw』をリリースする。
2014年12月31日、ミックステープ『Mailbox Money』をリリース。
2016年11月14日、ミックステープ『Famous Lies and Unpopular Truth』した。
2018年2月16日、長年の遅延を経てデビュー・スタジオ・アルバム『Victory Lap』がリリースされる。アルバムは米Billboard 200で4位を記録、「Double Up」「Last Time I Checc'd」「Dedication」など数多くの曲がBillboard Hot 100にチャートインした。批評家からも高い評価を受け、『Victory Lap』は第61回グラミー賞で最優秀ラップ・アルバムにノミネートされた。 2019年3月31日にニプシー・ハッスルが殺害された後、アルバムは米Billboard 200で最高2位になりリリース時の記録を更新している。
2020年の第62回グラミー賞ではニプシー・ハッスルの「Racks in the Middle」と「Higher」が最優秀ラップパフォーマンス部門と最優秀ラップ/歌唱パフォーマンス部門をそれぞれ受賞した。

## 起業家

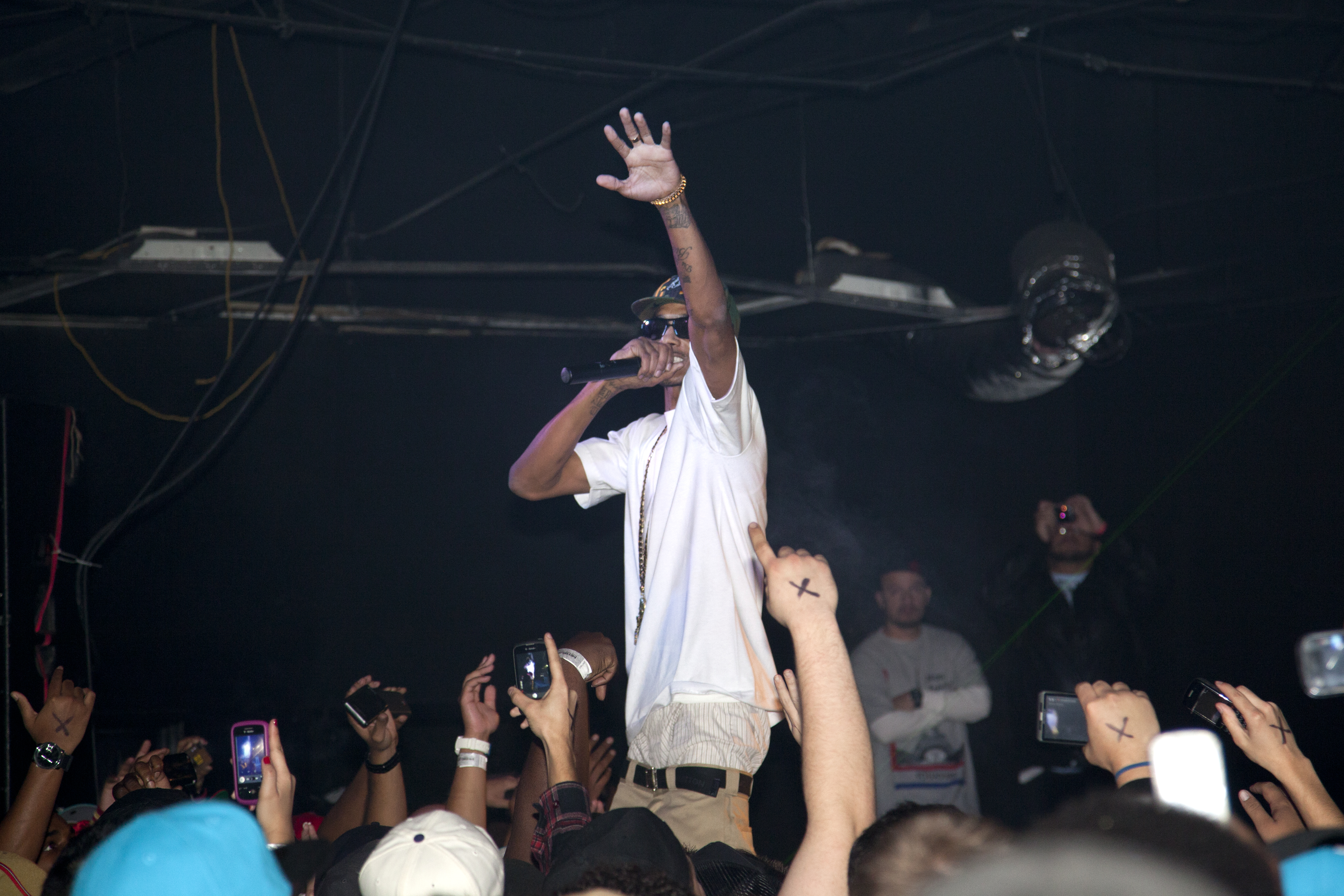
ライブでのNipsey Hussle（2010年）

ニプシー・ハッスルのニックネームは彼の起業家精神に由来する。11歳の時、1日に100個の靴を磨くことを目標に、2.50ドルで靴磨きをして学費を工面した。
Epic Recordsを離脱した後、彼は自身のレコードレーベルAll Money Inを設立した。ハッスルは楽曲が無料で配布されていたにもかかわらず、ミックステープの高価なコピーを販売するという異例の販売戦略を試みた。

## 活動家
ニプシー・ハッスルは「解決策とインスピレーションを与えること」を考え、コミュニティ活動を通じて銃による暴力を糾弾するようになり、自身のギャング文化との経験について率直に語った。
ハッスルは近隣の学校の改善に資金を提供し、学生たちと過ごし、地域での成長やギャング文化の影響についてのパネルディスカッションに参加した。 ハッスルはベクター90と名付けたコワーキング・スペースを創設した。ハッスルは自身の経験から、地元のクレンショウ地域は十分なサービスを受けておらず、若者たちが共同作業スペースから恩恵を受けると考えていた。ハッスルは若者たちがセンターで科学、技術、数学の授業を受けられるようにしたいと考えていた。また、彼の近隣にあるアフリカ系アメリカ人の歴史や文化を展示する「デスティネーション・クレンショウ」プロジェクトの計画とアドバイザリーの段階にも深く関わっていた。2019年3月、ハッスルはLAPDの関係者に連絡を取り、南ロサンゼルスでのギャングの暴力を防ぐために何ができるかについて、彼とRoc Nationとの会合を手配していた。その会合は4月1日に開催される予定だったが、ハッスルは直前に殺害された。

## 人物

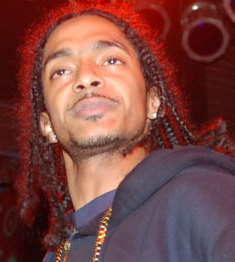
ライブでのNipsey Hussle（2009年）

### 私生活
ニプシー・ハッスルは女優のローレン・ロンドンと2013年に交際を開始する。2人には2016年に生まれた息子がいる。ロンドンにはラッパーのリル・ウェインとの過去の交際で子供がおり、ハッスルには過去の交際からの娘がいた。

### 死因

ニプシー・ハッスルを追悼する花束とロウソク（2019年）

2019年3月31日、ニプシー・ハッスルは午後3時19分頃、南ロサンゼルスにある自身の店舗「マラソン・クロージング」の駐車場で銃撃を受けた。銃撃は少なくとも10発で、右胸への銃弾、へその近くで腹部から背骨を切断した銃創、背中の右側を貫通して肺に当たった銃創、頭皮の「後頭部」への銃創が確認されている。ハッスルの他にも2人が銃撃で負傷した。3人は全員病院に搬送され、ハッスルは午後3時55分に死亡を宣告された。
4月2日、ロサンゼルス警察は29歳のエリック・ロナルド・ホルダー・ジュニア容疑者を逮捕した。容疑者はニプシー・ハッスルと知り合いであり、銃撃の動機は個人的なトラブルだと考えられている。
ニプシー・ハッスルは南カリフォルニアのフォレスト・ローン記念公園に埋葬されている。彼の兄弟であるサミエル・アスゲドムは、ハッスルの遺産の永久管理人に任命された。

## ディスコグラフィ
主なアルバムとミックステープ 
- The Marathon (2010年)
- The Marathon Continues (2011年)
- Crenshaw (2013年)
- Mailbox Money (2014年)
- Victory Lap (2018年)

## 来日公演
- 2011年
  - 12月9日 東京 渋谷THE DINER
  - 12月10日 福島 Club NEO
  - 12月11日 愛知 名古屋 Club RADIX